# Naifer Bach
Der Naifer Bach, örtlich auch Naifer genannt, ist der 2,4 km lange rechte Quellbach der Schnaittach.

## Geographie

### Verlauf
Die Naifer entspringt an der Naiferquelle bei Simmelsdorf-Obernaifermühle. Sie fließt bei Simmelsdorf-Diepoltsdorf mit der Ittling zur Schnaittach zusammen.

### Flusssystem Pegnitz
- Fließgewässer im Flusssystem Pegnitz

### Orte
Die Naifer fließt durch folgende Orte:
- Simmelsdorf-Obernaifermühle
- Simmelsdorf-Mittelnaifermühle
- Simmelsdorf-Unternaifermühle
- Simmelsdorf-Utzmannsbach